# Fabian Lienhard
Fabian Lienhard (ur. 3 września 1993 w Steinmaur) – szwajcarski kolarz szosowy.
Kolarzem był również jego ojciec, Erwin Lienhard.

## Osiągnięcia
Opracowano na podstawie:

2009
- 1. miejsce w letnim olimpijskim festiwalu młodzieży Europy (jazda indywidualna na czas)

2010
- 1. miejsce na 2. etapie Grand Prix Rüebliland

2014
- 3. miejsce w mistrzostwach Szwajcarii U23 (jazda indywidualna na czas)
- 1. miejsce w mistrzostwach Szwajcarii U23 (start wspólny)

2017
- 3. miejsce w Berner Rundfahrt
- 3. miejsce w Rund um Köln
- 3. miejsce w Tour du Jura
- 3. miejsce w Tour de Vendée

2018
- 1. miejsce na 1. etapie Tour de Normandie
- 3. miejsce w Winston-Salem Cycling Classic

2019
- 1. miejsce w Trofej Poreč
- 1. miejsce na 2. etapie Tour du Loir-et-Cher
- 2. miejsce w Tour de Bretagne

## Rankingi
| Rok              | 2013 | 2014 | 2015 | 2016  | 2017 | 2018 | 2019 | 2020 | 2021  | 2022 | 2023  | 2024  |
| ---------------- | ---- | ---- | ---- | ----- | ---- | ---- | ---- | ---- | ----- | ---- | ----- | ----- |
| World Ranking    |      |      |      | 1092. | 274. | 417. | 283. | 325. | 1440. | 610. | 1309. | 1026. |
| UCI Europe Tour  | 847. | 603. | 482. | 737.  | 117. | 405. | 230. | 269. | 1025. | 472. | -     | -     |
| UCI Asia Tour    | -    | -    | -    | -     | -    | 621. |      |      |       |      |       |       |
| UCI America Tour | -    | -    | 151. | -     | -    | 62.  |      |      |       |      |       |       |
|                  |      |      |      |       |      |      |      |      |       |      |       |       |
| Źródło: UCI      |      |      |      |       |      |      |      |      |       |      |       |       |